# Blestia
Blestia és un gènere monotípic d'aranyes araneomorfes de la subfamilia Erigoninae, dins de la família Linyphiidae.
Fou descrit per primera vegada per Alfred Frank Millidge l'any 1993,
L'única espècie d'aquest gènere és la Blestia sarcocuon. Aquesta és endèmica dels Estats Units.
B. sarcocuon és única perquè els mascles posseeixen un solc horitzontal al clipeu situat sota els ulls. Aquest solc és en realitat un parell de solcs, separats al mig per una carena de tegument. El sòl de cada solc presenta grups de porus petits de forma irregular; la funció d'aquests porus, que poden o no ser de naturalesa sexual, és actualment desconeguda.